# John Hejduk
John Hejduk (19. července 1929, New York, Spojené státy americké – 3. července 2000, tamtéž) byl americký pedagog a architekt s českými kořeny. Věnoval Václavu Havlovi a československému lidu plastiky připomínající smrt Jana Palacha – Dům sebevraha a Dům matky sebevraha.

## Život
- 1947–1950 Cooper Union School of Architecture, New York City
- 1947–1952 pracoval v různých architektonických kancelářích v New Yorku
- 1950–1952 School of architecture, University of Cincinnati, Cincinnati, Ohio; titul B.Arch.
- 1952–1953 Harvard Graduate School of Design, Cambridge, Massachusetts; titul M.Arch.
- 1954 University of Rome, School of Architecture, Řím, Itálie (Fulbrightovo stipendium)
- 1954–1956 lektor School of Architecture, University of Texas, Austin, Texas
- 1956–1958 pracuje v kanceláři I.M.Pei and Partners, New York City
- 1958–1960 assistant professor architektury na School of Architecture, Cornell University, Ithaca, New York
- 1961–1964 kritik v časopisu Architectural Design, Yale Graduate School of Design, New Haven, Connecticut
- 1964–2000 profesor architektury na Irwin S. Chanin School of Architecture, Cooper Union, New York City
- 1965–2000 soukromá praxe, New York City
- 1967 výstava New York Five pěti Newyorských architektů (Peter Eisenman, Michael Graves, Charles Gwathmey, John Hejduk a Richard Meier) v Muzeu moderního umění MoMA, New York City
- 1975–2000 děkan, Irwin S. Chanin School of Architecture, Cooper Union, New York City

## Významné stavby

### Budovy
- Přestavba a dostavba budovy Cooper Union Foundation (Cooper Union Foundation Building Renovation), New York, USA, 1968–1974[1]
- Věž v Kreuzbergu (Kreuzberg Tower and Wings, Berlín, Německo, 1988)[2]
- Dům pro čtyřčata (House of the Quadruplets, Berlín-Tegel, Německo, 1988) – v rámci přestavby přístavu ve čtvrti Tegel
- Dům ve zdi (Wall House 2, Groningen, Nizozemsko, 2001)[3]

### Stavby (Structures)
- Victims / The Collapse of Time, Londýn, 30. září – 25. říjen 1986, Architectural Association School of Architecture, realizaci provedli studenti AA pod vedením pedagogů: Raoul Bunschoten, Donald Bates a Peter Salter[4]
- Object / Subject (Riga Project), The Philadelphia College of Art and Design, The University of the Arts in Philadelphia, 20. listopad – 22. prosinec 1987[5]
- Security, Oslo, Norsko 1989
- Dům sebevraha a Dům matky sebevraha, Atlanta 1990, Praha 1991, 2016

Stavby Johna Hejduka
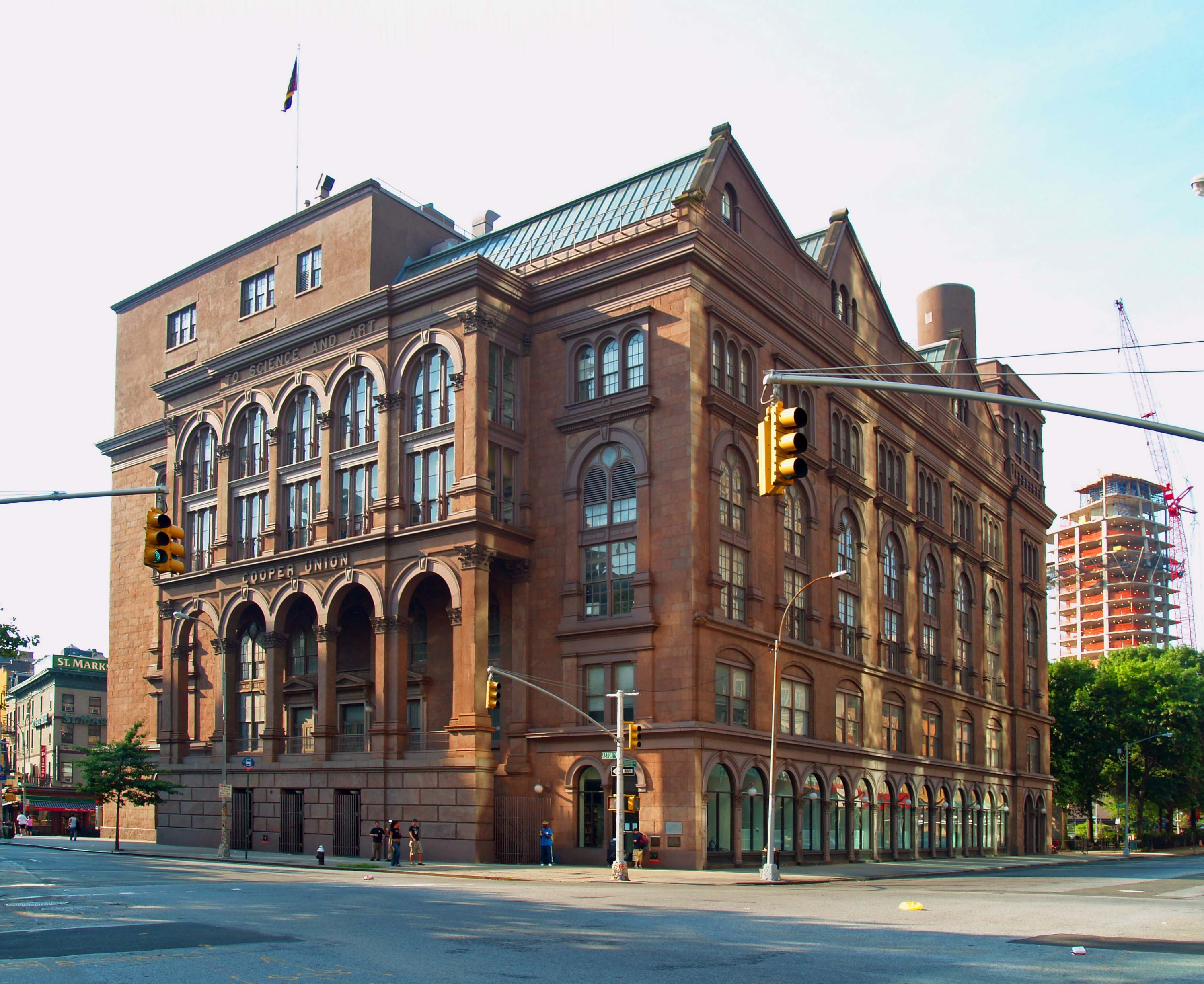
Přestavba budovy Cooper Union Foundation New York, 1974.
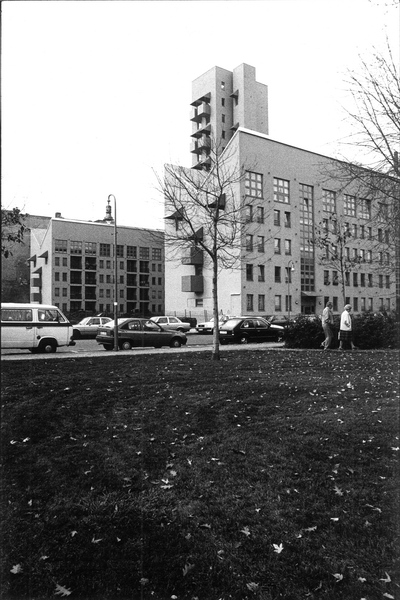
Věž v Kreuzbergu, Berlín, 1988.
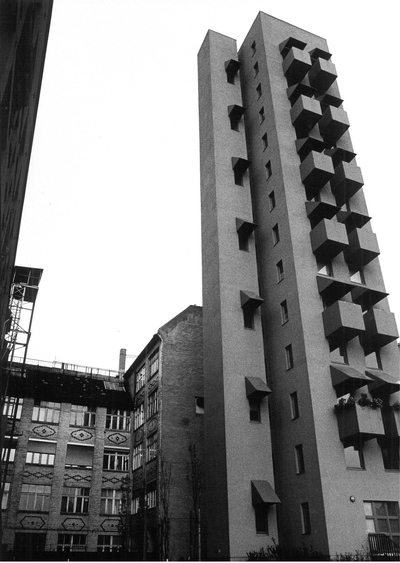
Věž v Kreuzbergu, Berlín, 1988.
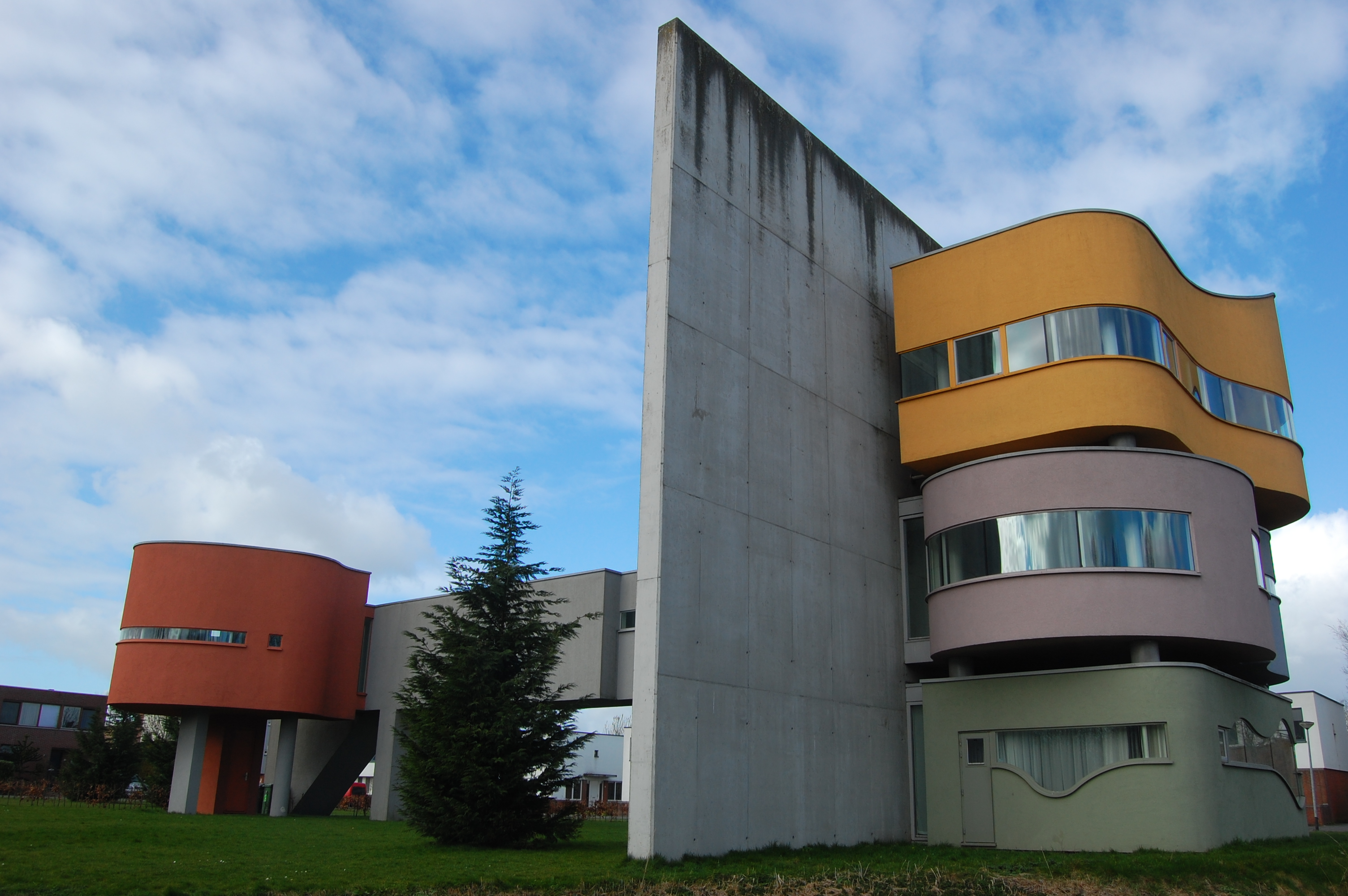
Wall House 2, původní projekt ze sedmdesátých let 20. století, postaveno posmrtně v roce 2001 ve městě Groningen, Nizozemsko.
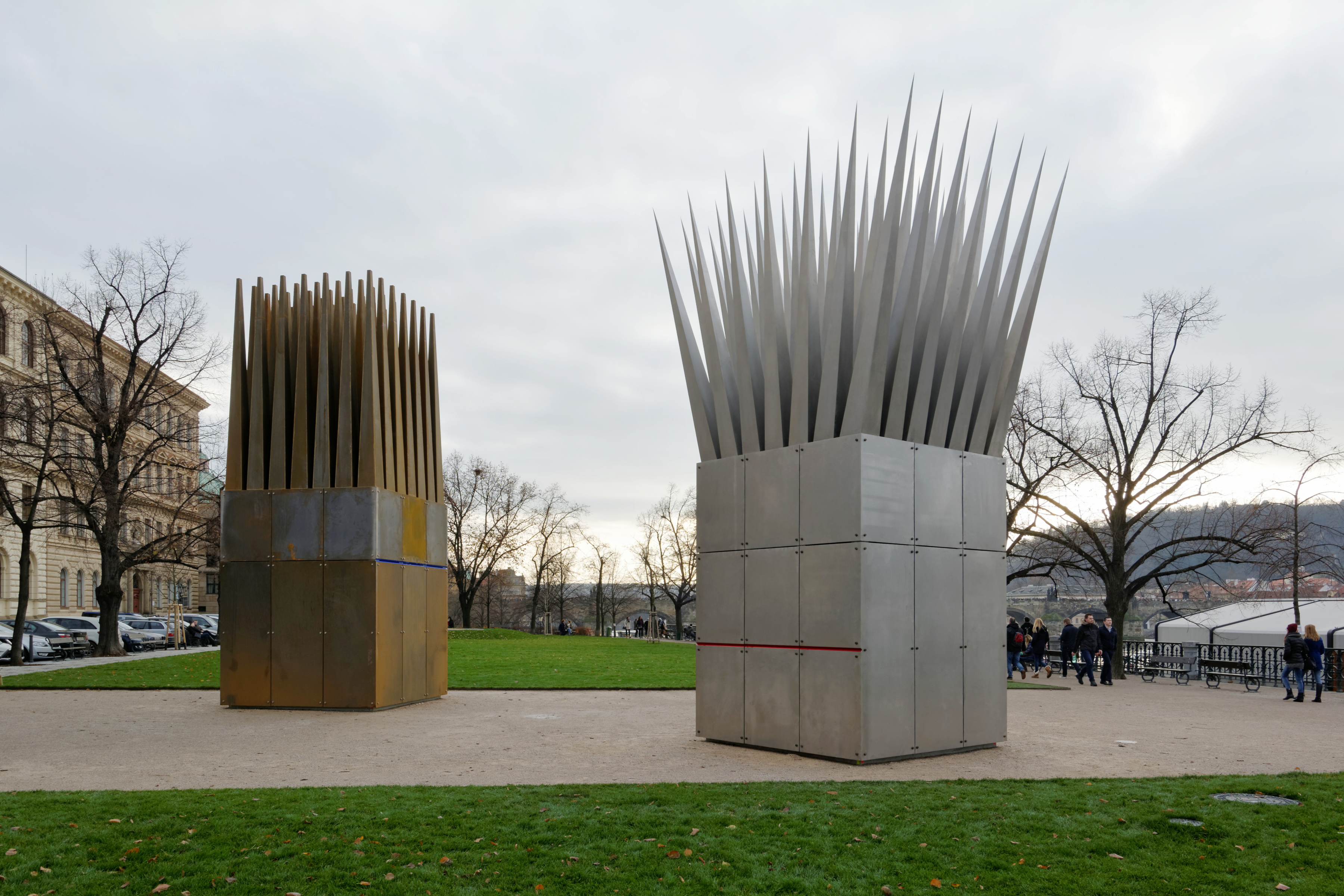
Dům sebevraha a Dům matky sebevraha, Praha,Alšovo nábřeží, 2015.

## Publikace
- Education Of An Architect : A Point Of View (1988,1999)
- Pewter Wings Golden Horns Stone Veils : Wedding in a Dark Plum Room (1997)
- Adjusting Foundations (1995)
- Architectures In Love (1995)
- Security (1995)
- Berlin Night (1993)
- Soundings (1993)
- Aesop's Fables with Joseph Jacobs. Ilustrace: John Hejduk. (1991)
- Práce (Work) (1991)
- The Riga Project (1989)
- Vladivostok (1989)
- Bovisa (1987)
- Mask of Medusa (1985)
- Fabrications (1974)
- Three Projects (1969)

## John Hejduk a Praha
- výstava Práce v Míčovně Pražského hradu, září–říjen 1991, kurátoři: Alena Hanzlová, Thomas Müller
- výstava Příbuzní (Relatives) – dílo J. Hejduka ve fotografiích londýnské fotografky Hélène Binet v Galerii Jaroslava Fragnera, září–říjen 1991, kurátorka: Alena Hanzlová
- dne 6. září 1991 měl John Hejduk seminář v prostorách Thurn-Taxisovského paláce na Malé Straně v Praze (tehdejší sídlo Obce architektů).
- Dům pro sebevraha a Dům pro matku sebevraha (House of the Suicide and House of the Mother of the Suicide) – dvě sochy, které věnoval Václavu Havlovi a československému lidu. Sochy byly poprvé realizovány skupinou studentů pod vedením profesora Jamese Williamsona v Atlantě v letech 1986-1989.[6][7] Sochy byly v Praze umístěny v Královské zahradě a po roce 2000 byly odstraněny. Dne 18. ledna 2012 schválil výbor pro kulturu pražského Magistrátu záměr výstavby pomníku Jana Palacha podle Hejdukovy dokumentace na Alšově nábřeží v Praze 1 vedle budovy Vysoké školy uměleckoprůmyslové.[8]. Definitivně byly plastiky provedeny z oceli v roce 2015. Slavnostní odhalení proběhlo 16. ledna 2016 za přítomnosti Hejdukovy dcery Renaty[9].
- V roce 1995 mu byla udělena zlatá medaile Akademie výtvarných umění. Medaili mu předal tehdejší velvyslanec České republiky ve Spojených státech Michael Žantovský v českém kulturním centru v New Yorku dne 19. dubna 1995.[10]

John Hejduk v Praze
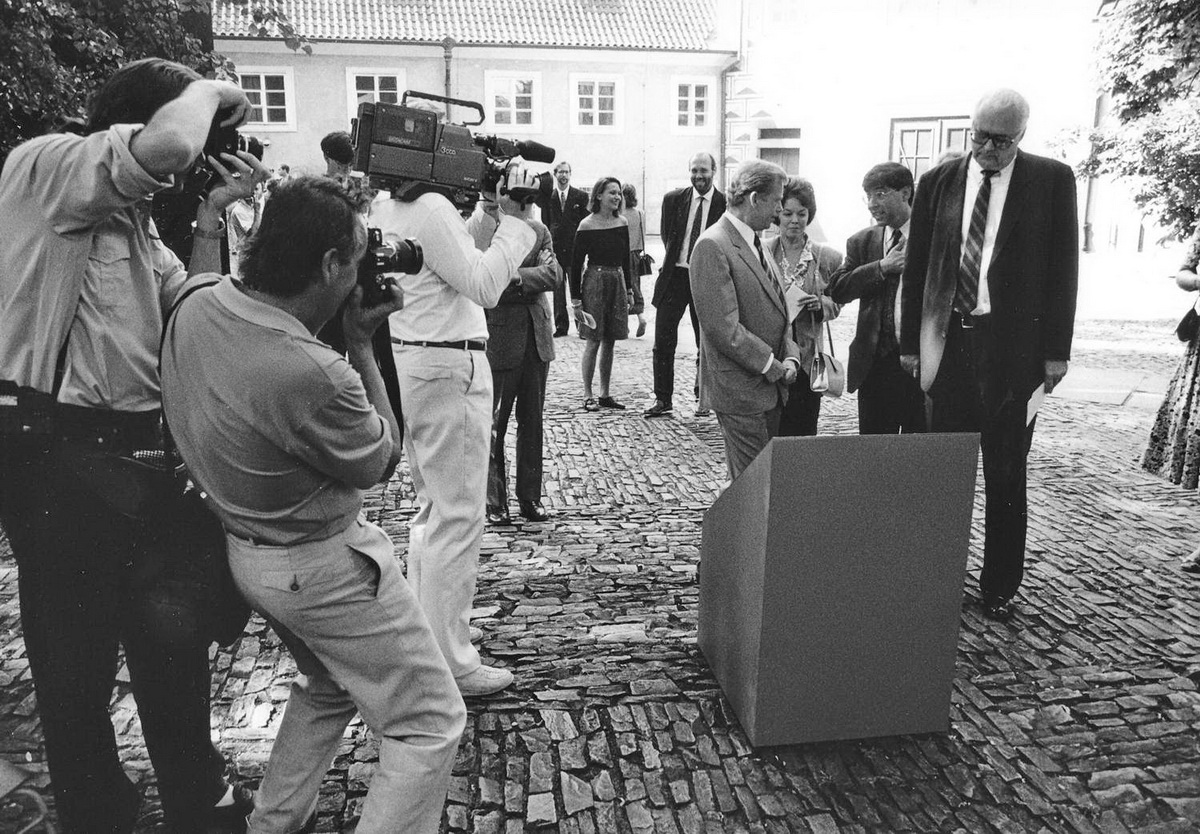
Předání soch Dům pro sebevraha a Dům pro matku sebevraha Václavu Havlovi, Pražský hrad, 3. září 1991, Václav Havel, Shirley Temple Black, David Shapiro, John Hejduk
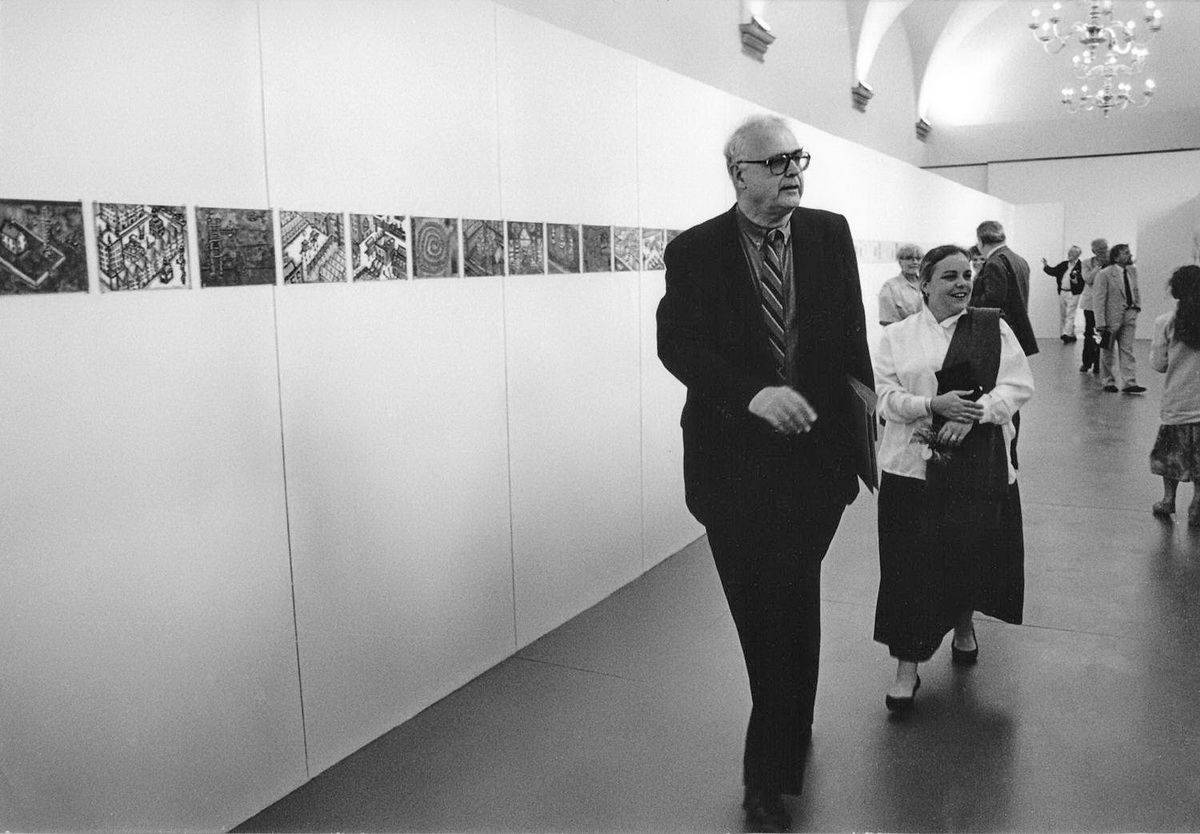
Vernisáž výstavy "John Hejduk – Práce", Pražský hrad, Míčovna, 4. září 1991 – John Hejduk, Kim Shkapich
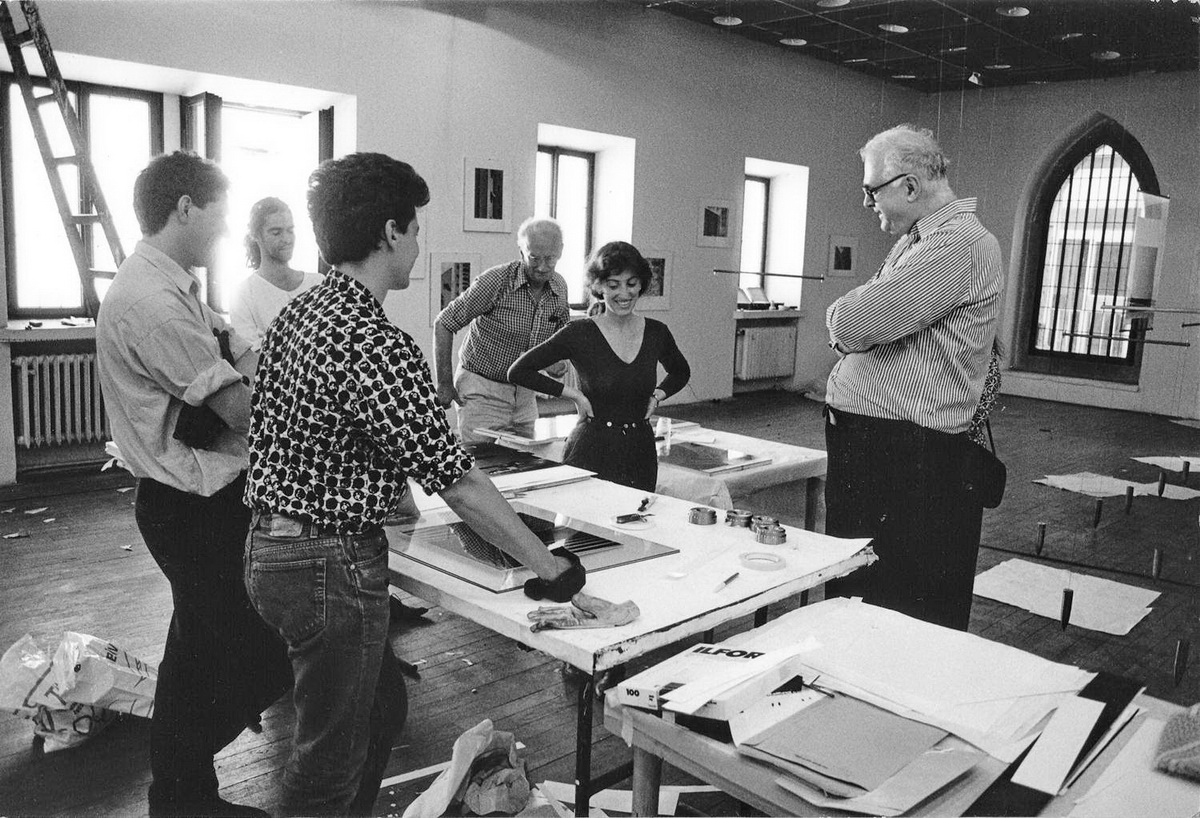
Příprava výstavy "Hélène Binet – Příbuzní", Praha, Galerie Jaroslava Fragnera, září 1991 – Hélène Binet, John Hejduk
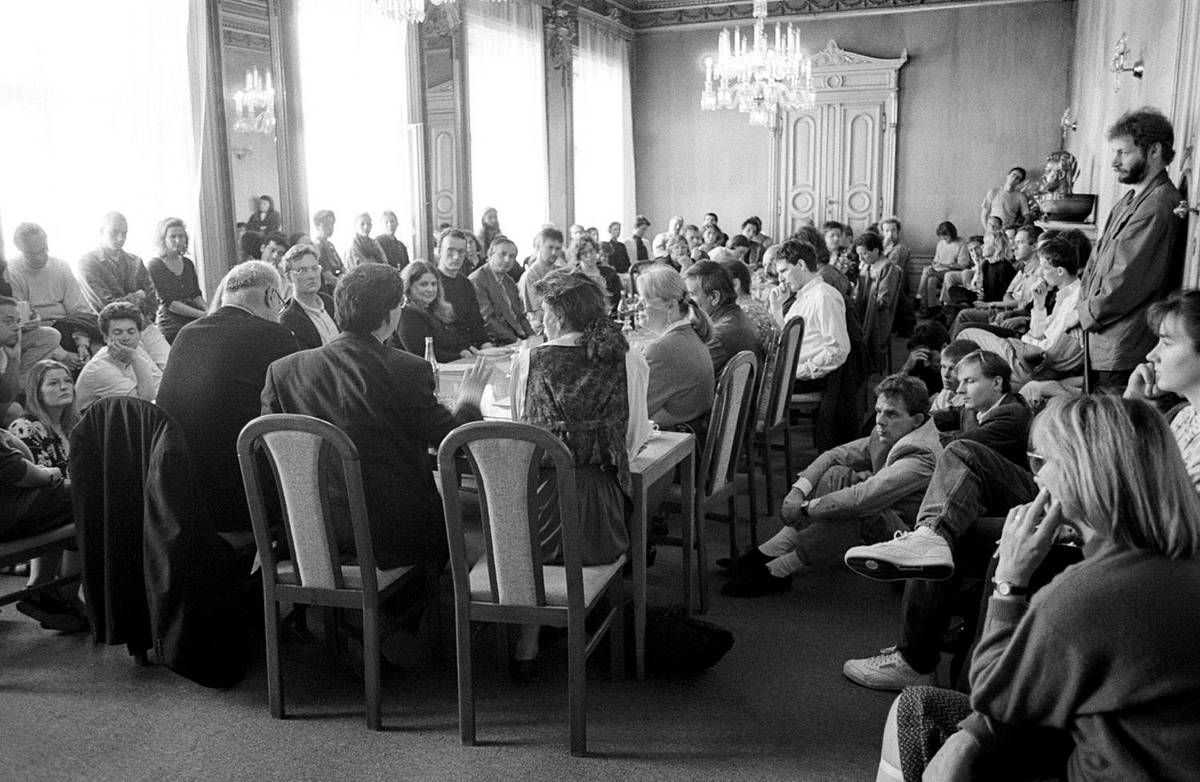
Seminář Johna Hejduka, Praha, Sídlo Obce architektů, Thurn Taxisovský palác, 6. září 1991

- V roce 2019 postavili studenti Fakulty architektury ČVUT pod vedením Hany Seho objekt The Rolling House podle kreseb Johna Hejduka. Projekt vznikl v ateliéru během Letní školy stavění na téma minimální mobilní stavba. Vlastní realizace proběhla v říjnu a listopadu 2019. Odhalení objektu proběhlo dne 15. listopadu v rámci oslav 30. výročí Sametové revoluce a jako dárek Aleně Šrámkové k jejím devadesátým narozeninám.[11]

The Rolling House, 2019
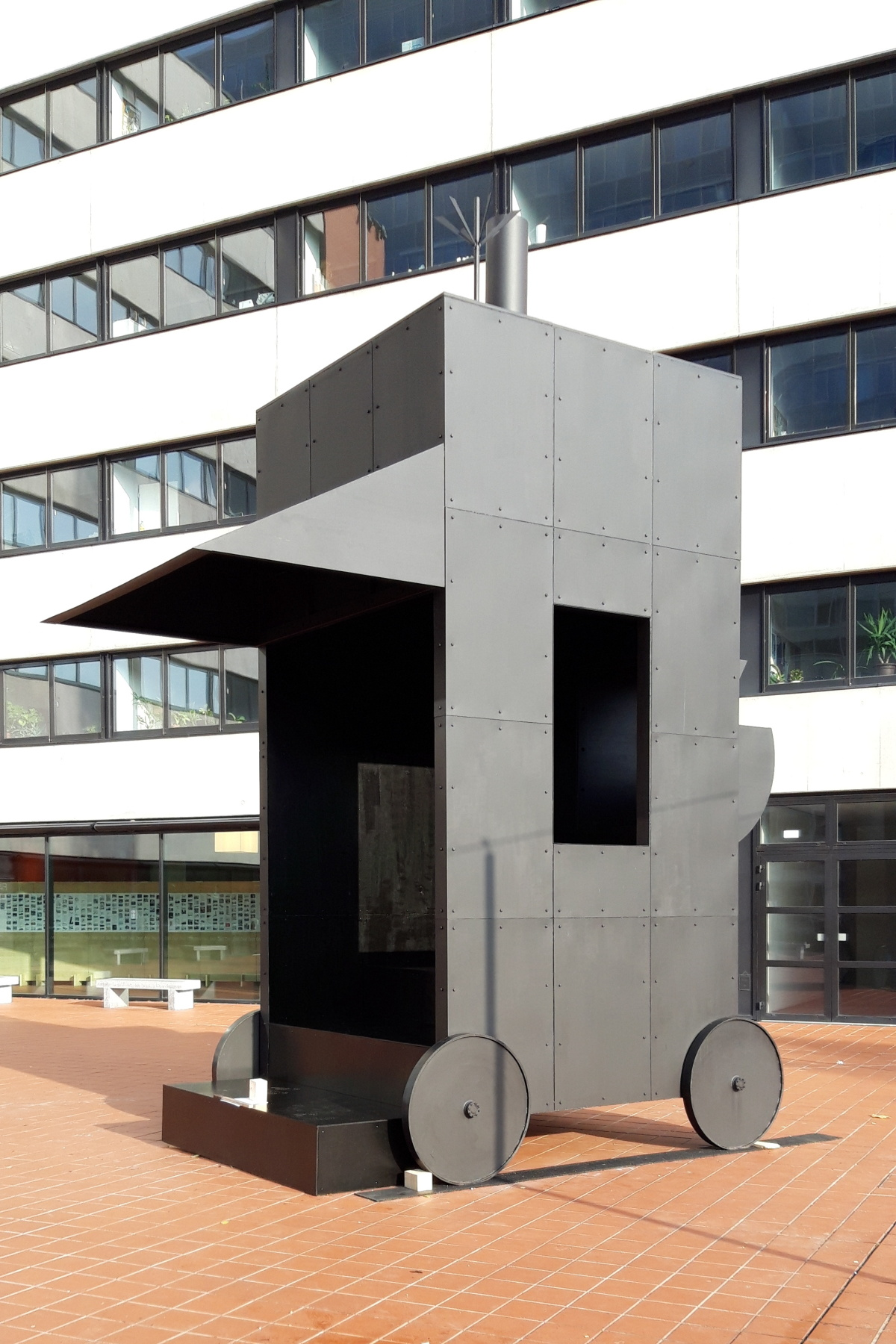
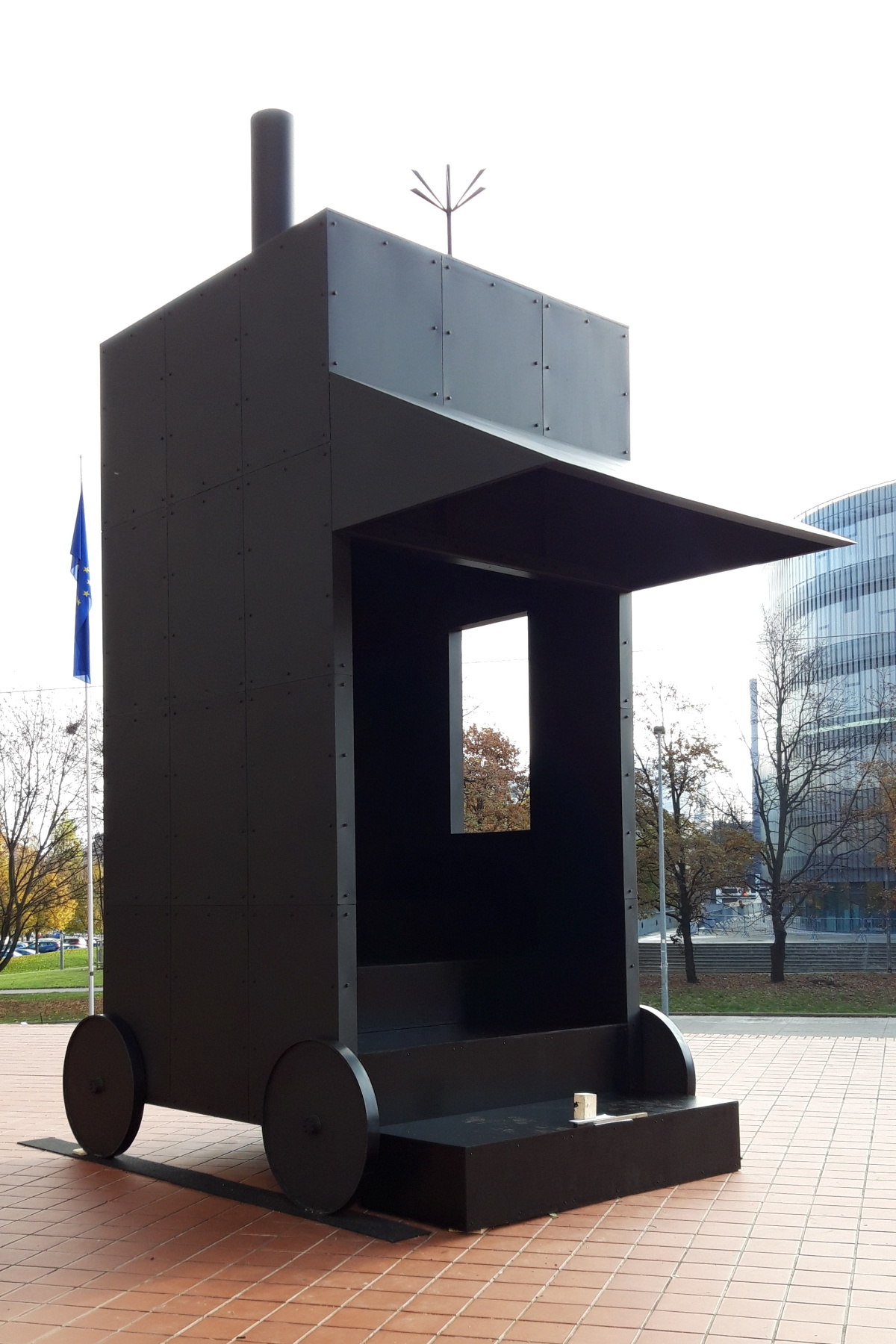
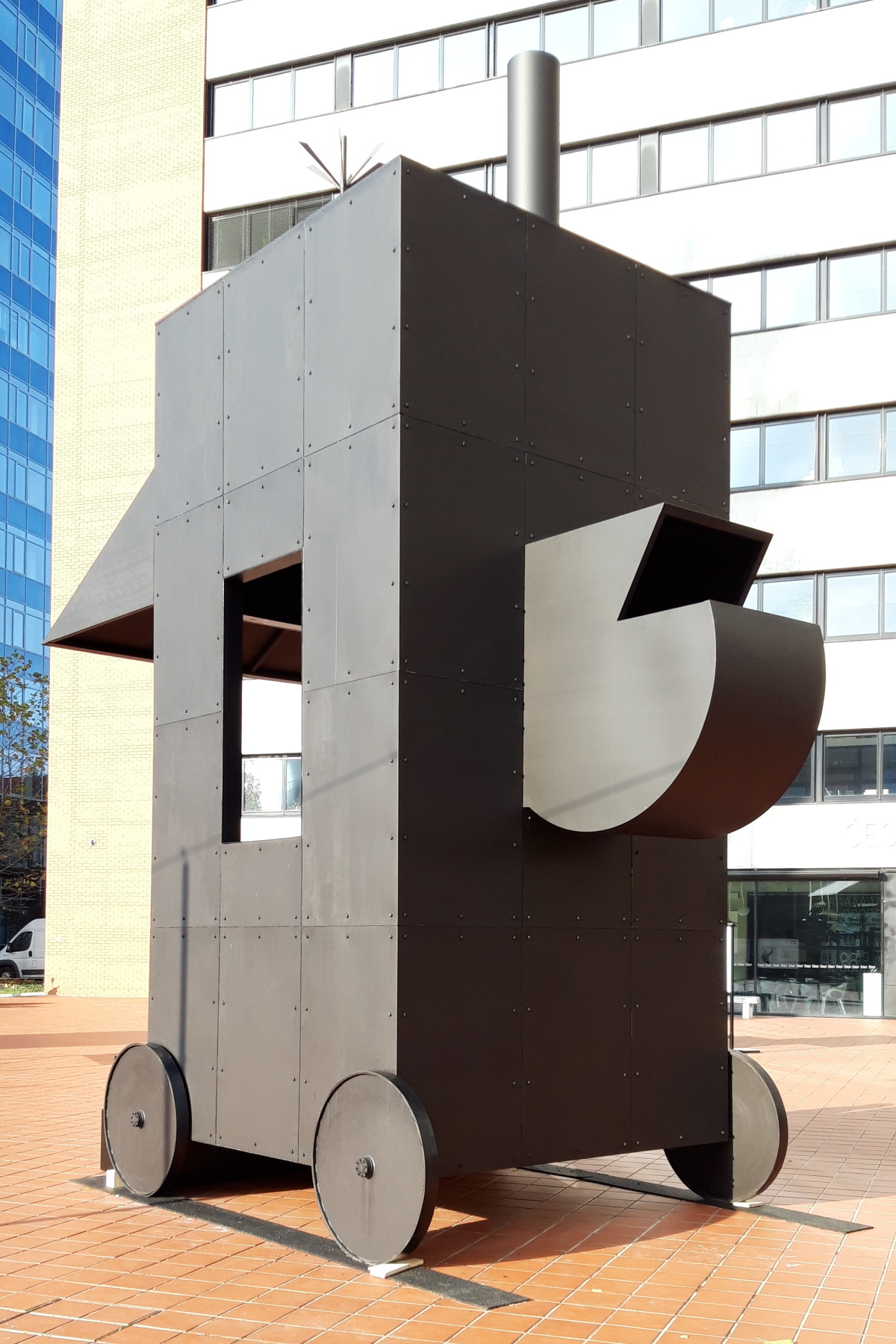
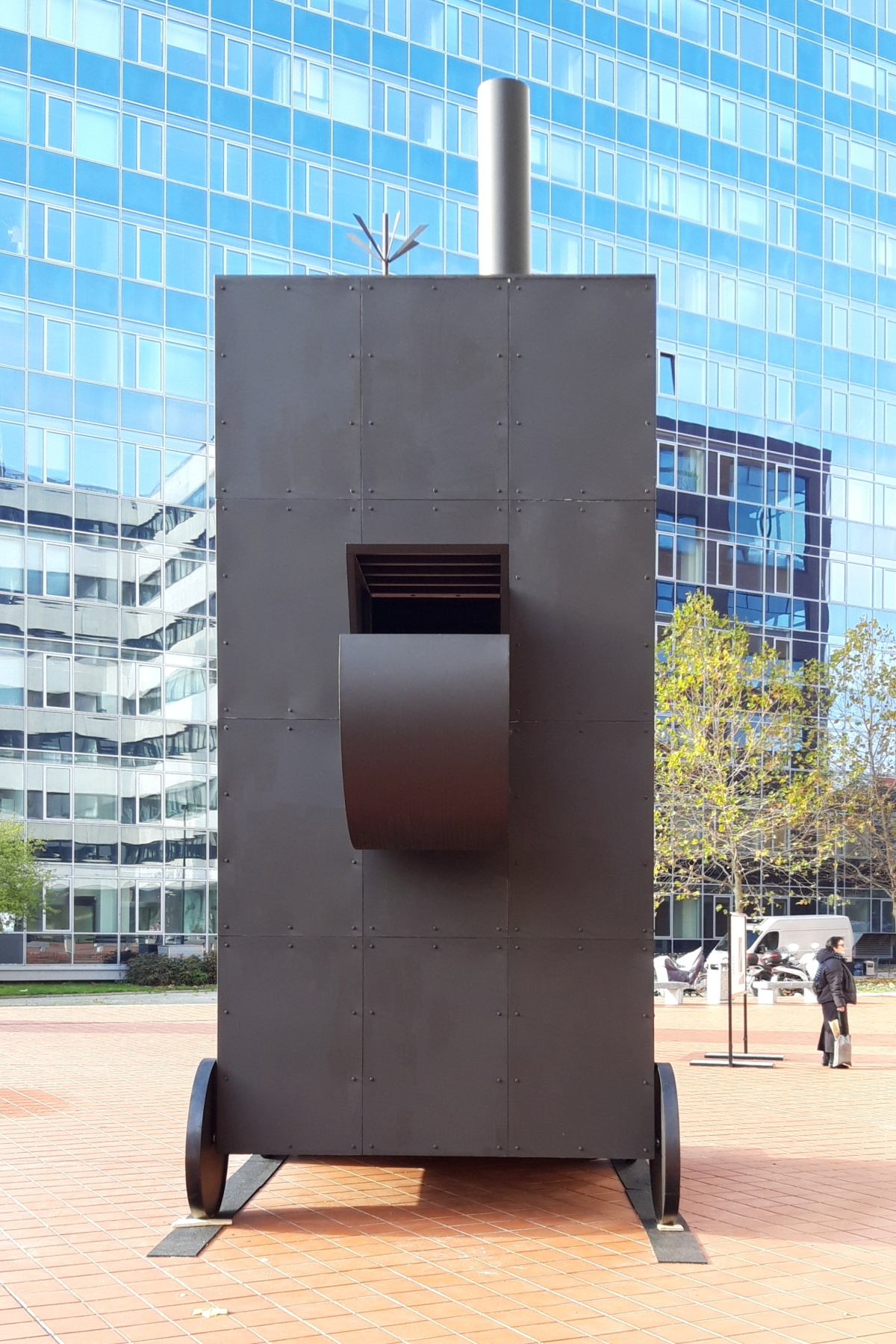